# Зміни скелета людини внаслідок переходу до прямоходіння
Перехід гомінід до прямоходіння почався від чотирьох до семи мільйонів років тому. Цей перехід призвів до морфологічних змін в скелеті людини, в тому числі до змін розміру і розташування кісток стопи, розміру і форми кульшового і колінного суглобів, довжини й форми ніг, а також форми хребта. Існує кілька теорій, що пояснюють еволюцію цих змін.

## Енергетична ефективність
Прямоходіння людини на 75 % більш економічне, порівняно з пересуванням шимпанзе як на чотирьох, так і на двох кінцівках. Деякі гіпотези стверджують, що саме цей чинник зіграв головну роль у переході до прямоходіння.

## Зміни скелета

### Ноги
Перехід до прямоходіння призвів до розвитку збільшеної п'яткової частини ніг, необхідної для підтримання рівноваги при ходьбі й підтримання збільшеної ваги тіла. Змінилася також форма стопи: великий палець на ногах, що розташовувався у ранніх гомінідів так само як на руках, поміняв розташування, ставши на одну лінію з іншими пальцями стопи. Крім того, стопа вигнулась, утворивши арку на відміну від плоских стоп гомінід. Всі ці зміни сприяють економії енергії під час пересування.

### Стегно
Кульшовий суглоб людини істотно більший, ніж у гомінід, що забезпечує підтримку тіла більшої ваги. Ці зміни наблизили хребет до таза, що збільшило стійкість при прямоходінні і скоротило витрати енергії на підтримання рівноваги при ходьбі.
Форма клубової кістки змінилася з довгої й вузької на коротку і широку, при цьому кістки тазу розташувалися горизонтально, утворюючи так звані крила. В сукупності ці зміни забезпечують збільшення площі кріплення сідничних м'язів, що допомагає стабілізувати торс при стоянні на одній нозі. Криж також збільшився шириною, що призвело до збільшення діаметра родового каналу і полегшило пологи. Сідничні кістки збільшилися, що поліпшило кріплення зв'язок, що підтримують черевну порожнину при прямоходінні.

### Коліно
Колінні суглоби збільшилися з тієї ж причини, що й суглоби стегна, а саме, для підтримки збільшеної ваги тіла. Кут розгинання коліна (кут між стегном і гомілкою, утворений при ходьбі) зменшився. Зміна форми колінного суглоба дозволило зменшити втрати енергії на вертикальне переміщення центру ваги при пересуванні.

### Кінцівки
Збільшення довжини ніг з розвитком прямоходіння призвело до змін у роботі м'язів. Зусилля, що необхідне при ходьбі, передається від м'язів ніг через кісточку. Довгі ноги дозволяють використовувати під час ходьбі природний коливальний рух кінцівок, тому не потрібні додаткові м'язи для пересування вперед іншої ноги для наступного кроку.
Верхні (передні) кінцівки, які виключені з процесу пересування, видозмінилися таким чином, що їх стало можливо використовувати для втримання предметів і тонких маніпуляцій з предметами. Це призвело до зниження відносної сили верхніх кінцівок людини порівняно з іншими гомінідами. З переходом до прямоходіння збільшилася роль сідничних м'язів, які стали одними з найбільших м'язів в організмі людини. У шимпанзе ці м'язи набагато менші, що доводить важливу роль цієї групи м'язів у прямоходінні. Сідниці також перешкоджають перекидання корпусу вперед під час бігу.

### Череп
Людський череп урівноважений на хребті: великий потиличний отвір знаходиться в нижній частині черепа, що переносить значну частину ваги голови назад. Крім того, плоска форма людського обличчя допомагає зберігати рівновагу черепа на потиличних виростках, завдяки чому підтримка голови можлива без додаткових м'язів і розвинених надбрівних дуг, що спостерігається у людиноподібних мавп. В результаті у людини м'язи чола використовуються виключно для міміки.
Найважливішу роль в еволюції людини відіграло збільшення розміру головного мозку, що почалося приблизно 2,4 мільйона років тому. Сучасних розмірів мозок досяг не пізніше 500 тисяч років тому. Як наслідок, мозок людини у три-чотири рази перевищує розміром мозок найближчого еволюційного попередника — шимпанзе.

### Хребет
З переходом до прямоходіння хребет людини отримав подвійний вигин: верхній (грудний) відділ вигнутий назад, а нижній (поперековий) — вперед. Без поперекового вигину хребет постійно нахилявся б вперед, що вимагало б набагато більших м'язових зусиль для підтримки рівноваги. Наявність подвійного вигину поміщає проєкцію центра ваги тіла прямо між ступнями, що дає економію енергії при ходьбі.

## Наслідки
Навіть з урахуванням численних морфологічних змін, скелет людини досі залишається слабо пристосованим до прямоходіння, що призводить до численних захворювань опорно-рухового апарату. Так, у великої кількості людей з віком починаються проблеми з поперековим відділом хребта і колінними суглобами: за деякими даними, біль у попереку є провідною причиною втрачених робочих днів. Артрит став проблемою відразу після переходу гомінід до прямоходіння: вчені виявили його сліди в хребцях доісторичних мисливців-збирачів. Подальші зміни суглобів, які могли б виправити становище, неможливі через протиріччя у вимогах стійкості та ефективності пересування.